# Skiwy Duże
Skiwy Duże – wieś w Polsce położona w województwie podlaskim, w powiecie siemiatyckim, w gminie Siemiatycze.
W 1921 roku wieś liczyła 20 domów i 120 mieszkańców, w tym 119 prawosławnych i 1 katolik.
W latach 1975–1998 miejscowość administracyjnie należała do województwa białostockiego.
W strukturze Kościoła prawosławnego wieś podlega parafii pw. św. Kosmy i Damiana w Narojkach, natomiast wierni kościoła rzymskokatolickiego należą do parafii św. Rocha w Miłkowicach-Maćkach.